# Beverst
Beverst (Limburgs: Bjöves) is een plaats en voormalige Belgische gemeente in het zuiden (Haspengouw) van de provincie Limburg (arrondissement Tongeren), het was een zelfstandige gemeente tot aan de gemeentelijke herindeling van 1977. De deelgemeente bestaat uit het gehucht Schoonbeek ten noorden van de Demer en de plaatsen Beverst, Laar en Holt ten zuiden van de Demer. Beverst fuseerde in 1977 met de stad Bilzen, die op haar beurt in 2025 opging in de gemeente Bilzen-Hoeselt.

## Etymologie
De herkomst van de naam Beverst is niet geheel duidelijk. De naam dook voor het eerst op in 1314 en zou herleid kunnen worden tot het oudgermaans bebrussa, wat rivier met bevers betekent. Overigens houden andere auteurs het op een Keltische naamoorsprong.

## Geschiedenis
Op het grondgebied werden enkele prehistorische voorwerpen gevonden, maar van Gallo-Romeinse overblijfselen was geen sprake.
In de middeleeuwen behoorde Beverst bij de heerlijkheid Oerle, dat een leen was van het Graafschap Loon. In 1420 werd Beverst een zelfstandige heerlijkheid, met als eerste heer Jan de Velroux (ook: de Nandrin genaamd). In 1434 kwam het aan de familie Hoen van Hoensbroek en in 1588 aan de familie de Geloes. In 1683 werd de heerlijkheid verkocht aan Edmond Godfried Huyn van Bocholz, die landcommandeur van de Duitse Orde te Alden Biesen was. Sindsdien bleef de heerlijkheid, tot de Franse tijd, eigendom van de Duitse Orde.
Beverst heeft te lijden gehad van diverse vreemde troepen, zoals plunderingen door Hollandse en Kroatische troepen in de 17e eeuw, en van Lotharingse troepen in 1653. Ook in de 18e eeuw trokken er nog diverse troepen door de omgeving.
Er bestond al sinds de 8e eeuw een quarta capella, onderhorig aan de parochie van Hoeselt, die in de 8e eeuw van die van Tongeren werd afgescheiden. De kapel was gewijd aan Gertrudis van Nijvel. Het tiendrecht was in handen van het Onze-Lieve-Vrouwekapittel van Hoei. In 1801 kwam de kapel onder Munsterbilzen, in 1805 onder Bilzen, en in 1839 werd Beverst een zelfstandige parochie.
In 1878 werden de plaatsen Holt, Laar en Schoonbeek bij de gemeente Beverst gevoegd.

## Demografische ontwikkeling
Beverst was een zelfstandige gemeente tot aan de gemeentelijke herindeling van 1977.
- Bronnen:NIS, Opm:1831 tot en met 1970=volkstellingen; 1976 = inwoneraantal op 31 december
- 1878: aanhechting van de gehuchten Holt, Laar en Schoonbeek van Bilzen (+ 8,30 km² met 618 inwoners)
- 1971: aanhechting van de Damerstraat van Hoeselt (+ 2,37 km² met 225 inwoners)

## Bezienswaardigheden
- De Sint-Gertrudiskerk, een neogotisch bouwwerk uit 1900.
- Het Waterkasteel van Schoonbeek met park
- De Onze-Lieve-Vrouw Maagd der Armenkerk in Schoonbeek, uit 1993
- Er zijn een aantal vakwerkboerderijen (deels uit de 17e eeuw) en enkele vierkantshoeven
- De geklasseerde gebouwen genaamd "De Zon" en "De Maan". Dit zijn twee authentieke boerderijen, maar een gedeelte van hoeve "De Maan" stortte in 2004 in door werken aan de Kleistraat. De schuur dient te worden herbouwd in de oorspronkelijke staat, waarover pas door gerechtelijke uitspraak in 2011 duidelijkheid werd verschaft
- De Lenaertshoeve, een vakwerkhoeve aan Waterkasteelstraat 6 te Schoonbeek, uit de 2e helft van de 19e eeuw
- De Nieuwbeekmolen, een watermolen op de Demer

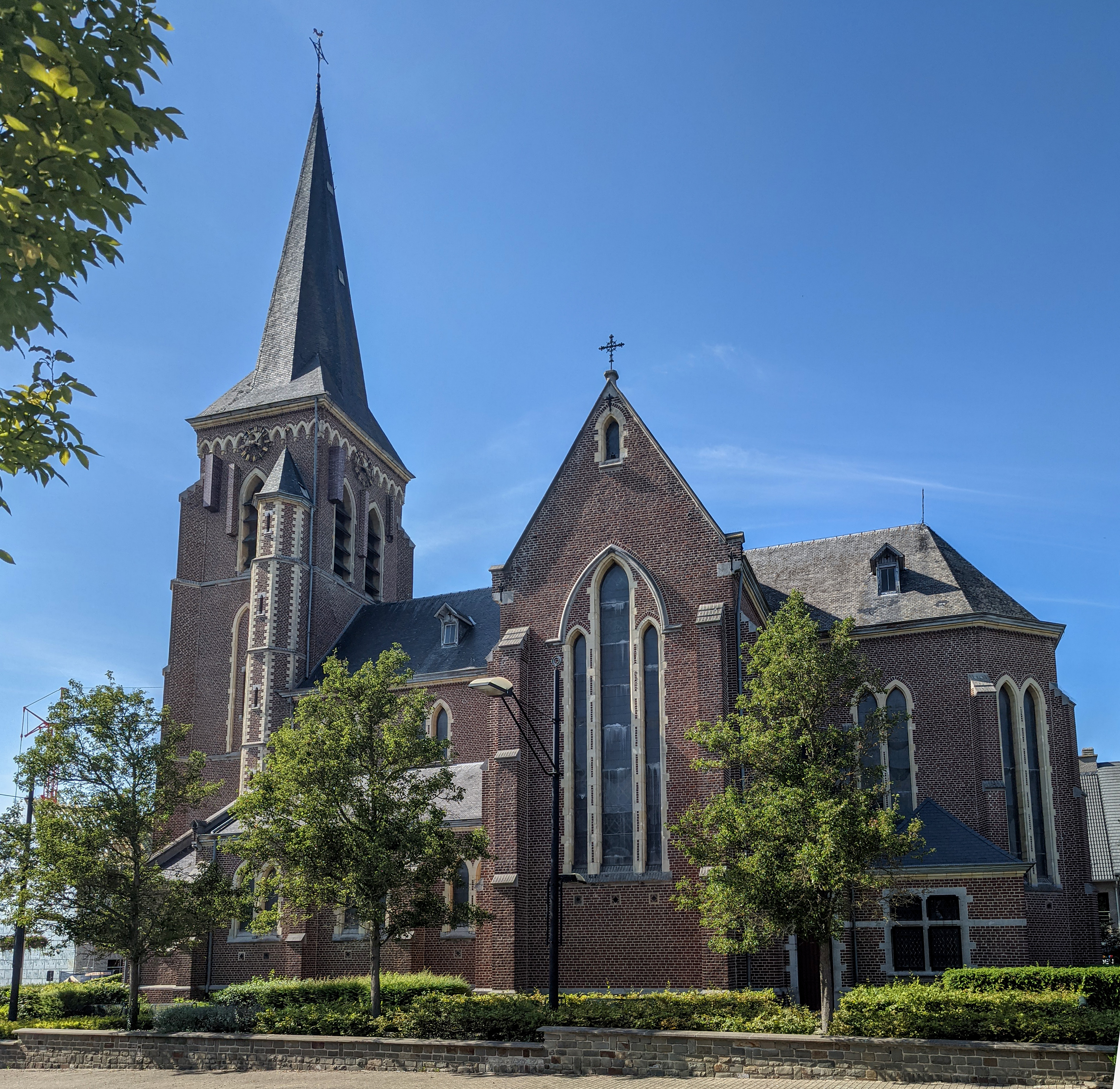
De Sint-Gertrudiskerk

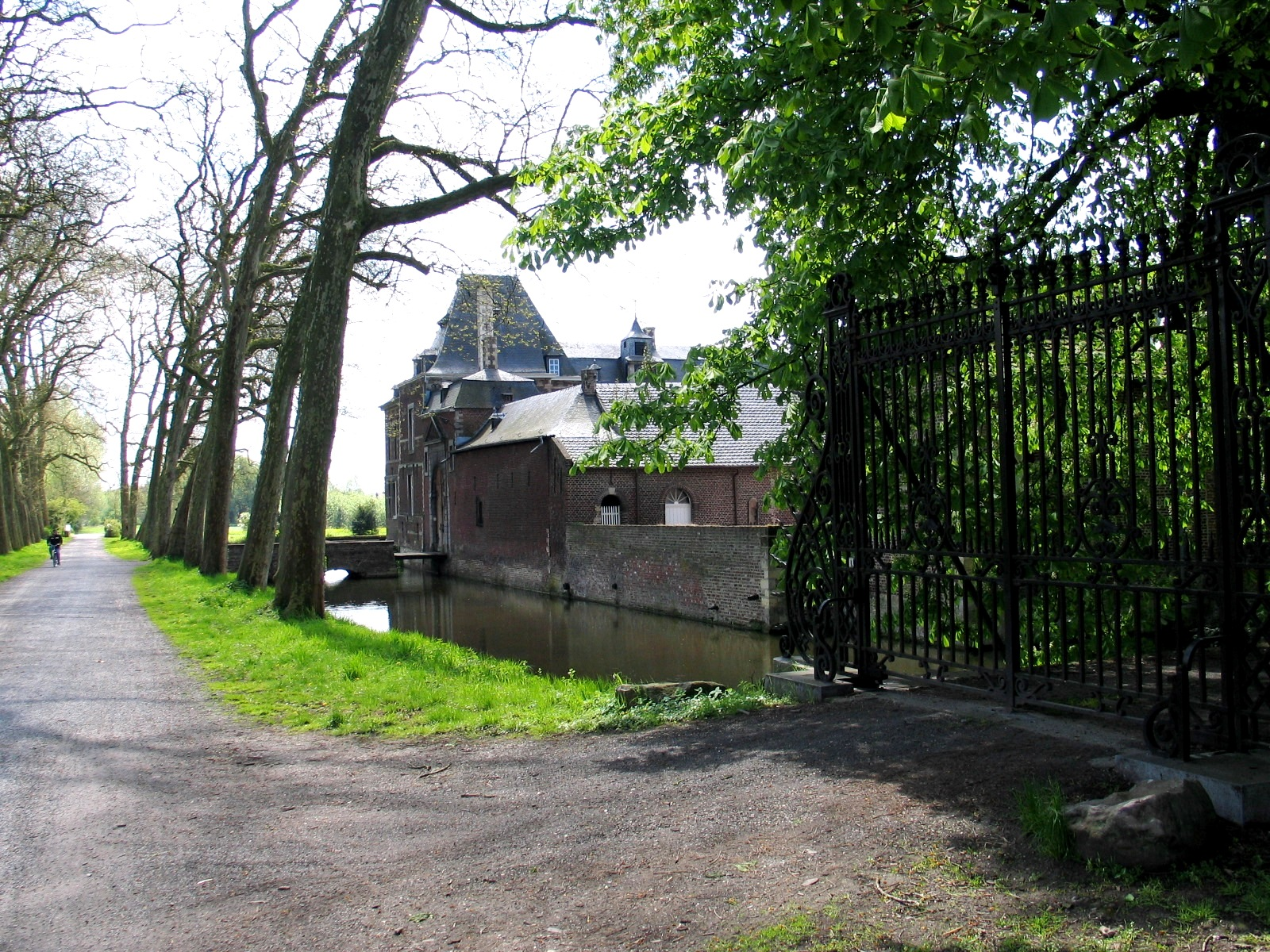
Het waterkasteel van Schoonbeek

- De Kapel van Holt uit 1851

## Industrie en werkgelegenheid
De industrie beperkt zich tot het bedrijf DW Plastics, dat zich in 1964 in Beverst vestigde en dat hoofdzakelijk plastic drankkratten produceert en werkgelegenheid verschaft aan vele inwoners van het dorp en daarbuiten. Het is een dochteronderneming van het Britse bedrijf DS Smith plc.
Vele Beverstenaren gingen destijds werken in de steenkoolmijnen van Winterslag en Waterschei. Na de sluiting van de mijnen en de ontwikkeling van het nabijgelegen industrieterrein Genk-Zuid met onder andere de autofabriek van Ford, vonden velen daar een werkkring.

## Natuur en landschap
Beverst ligt in de vallei van de Demer, waar de hoogte 38 meter bedraagt. Naar het noorden gaat het landschap over in de Kempen en naar het zuiden toe is het landschap kenmerkend voor vochtig-Haspengouw en bereikt hoogten tot 61 meter.
In de Demervallei ligt het Waterkasteel van Schoonbeek met omringend park. Vanuit het zuiden vloeien de Winterbeek en de Marebeek naar de Demer. Langs de Winterbeek ligt het nieuwe natuurgebied Schuylenborgh. In het noorden liggen uitgestrekte bossen, overgaand in de industrieterreinen langs het Albertkanaal. Daar ligt ook natuurgebied De Kuil.

## Cultuur en sport
Op het gebied van muziek kent men in Beverst een harmonie, de Koninklijke Harmonie "Ons Verlangen". Deze werd in 1910 opgericht, eerst als fanfare en later omgevormd tot harmonie. Naast het orkest beschikt deze harmonie ook over een drumband, en een doedelzakcorps. Deze harmonie treedt onder meer op tijdens het jaarlijkse Galaconcert in Tongeren en het Pinksterfestival aan het Waterkasteel van Schoonbeek.
Einde jaren zeventig, begin jaren tachtig speelde de voetbalploeg White Star Beverst succesvol in de derde nationale afdeling.
Er is een scouting genaamd Bavo Beverst.

## Nabijgelegen kernen
Diepenbeek, Bilzen, Hoeselt